# Chemins de fer de la Flandre Occidentale
Die Chemins de fer de la Flandre Occidentale (FO) war eine 1845 mit britischem Kapital gegründete belgische Eisenbahngesellschaft, die bis zur Verstaatlichung 1907 ein Schienennetz in der Provinz Westflandern betrieb.

## Geschichte

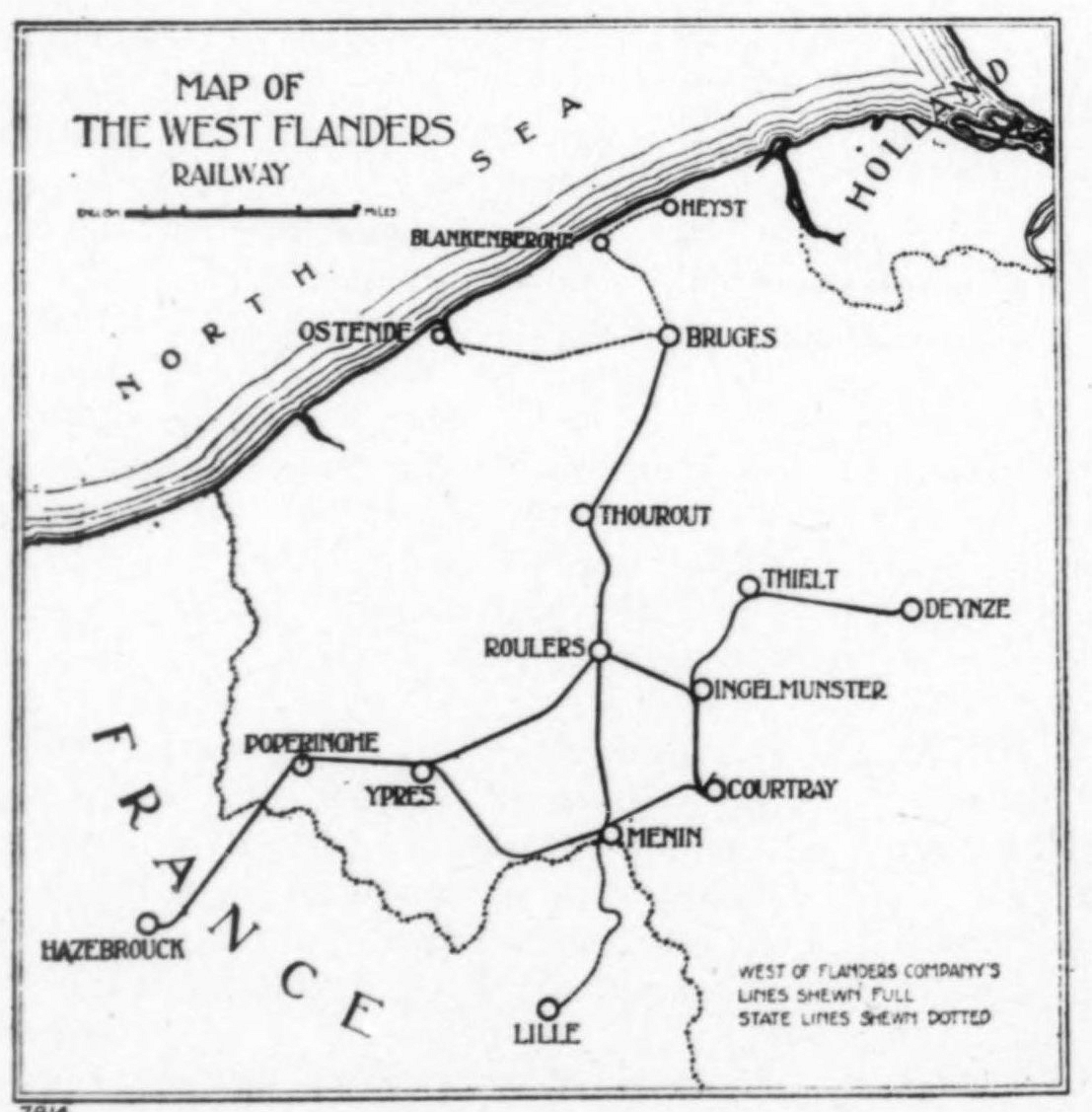
Streckennetz 1907

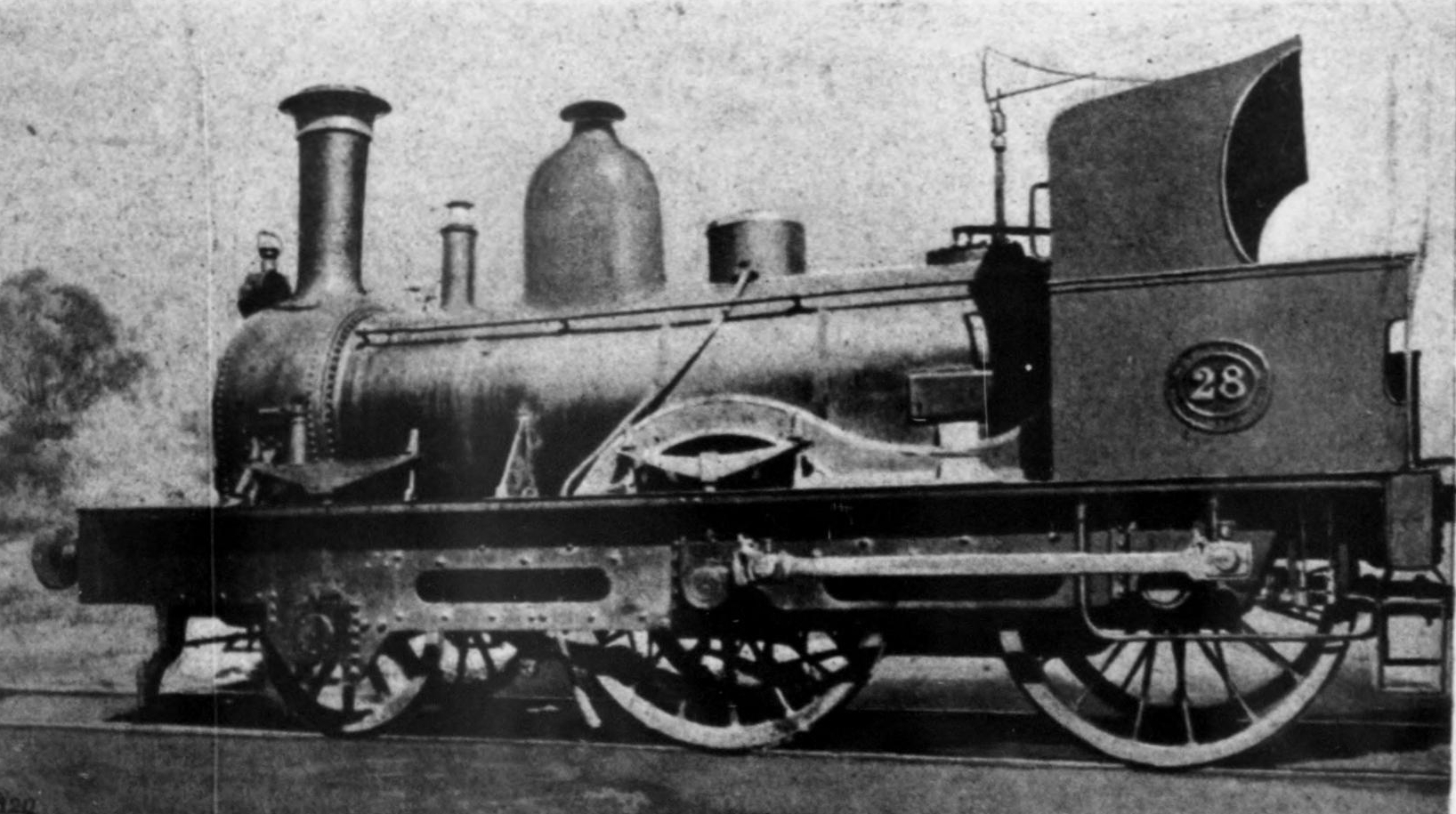
Die 1854 gebaute Lokomotive Nr. 28 um 1900

Bereits am 18. Mai 1845 erwarben mehrere englische Investoren eine Konzession zum Bau und Betrieb einer Eisenbahn in der Normalspurweite von Brügge nach Kortrijk, Ypern und Poperinge über Torhout, Roeselare und Menen mit verschiedenen Nebenstrecken. Am 4. Juni 1845 wurde von den Konzessionären unter der Führung von William Parry Richards die Société des chemins de fer de la Flandre occidentale gegründet. Der Hauptsitz der Gesellschaft befand sich in Brügge, der Verwaltungssitz unter dem Namen West Flanders Railway Company (WFR) in London.
Die Gesellschaft beauftragte George und Robert Stephenson mit der Beratung und Planung bezüglich der Streckenführung und Bauvorhaben. George Stephenson reiste im Sommer 1845 mehrere Wochen durch Belgien und veröffentlichten im Herbst gleichen Jahres seinen Bericht. Erst einige Monate zuvor war Stephenson in der gleichen Angelegenheit für die Sambre and Meuse Railway (Chemin de fer de l’Entre-Sambre-et-Meuse) in Belgien gewesen.
Die FO verpflichtete sich, innerhalb von drei Jahren alle in Westflandern genehmigten Strecken zu bauen. Man begann mit dem Bau des Abschnitts zwischen Brügge und Kortrijk, der am 14. Juli 1847 fertig wurde. Der weitere Ausbau verzögerte sich aufgrund der Finanzkrise und der politischen Ereignisse mehrmals. 1853 wurde der Abschnitt Kortrijk−Comines eröffnet und erst am 31. Dezember 1855 konnten alle Strecken entsprechend der Konzession in voller Länge fertiggestellt und in Betrieb genommen werden.
Im Jahr 1870 wurde die Hauptstrecke von Poperinge nach Abele und weiter nach Hazebrouck in Frankreich verlängert, wo sie an das Netz der Chemins de fer du Nord angeschlossen wurde. Die Konzession für die Strecke auf französischem Territorium wurde durch ein Abkommen zwischen den beiden Ländern gewährt. Der internationale Gleisabschnitt wurde am 10. Juni 1870 in Betrieb genommen. Später wurde eine Abzweigung von Ingelmunster über Tielt nach Deinze sowie eine Direktverbindung von Roeselare nach Ypern errichtet.
1864 wurde die FO von der Société anonyme d’Exploitation de Chemins de Fer (SE) übernommen. Nach dem Bankrott der SE wurde die FO ab 1878 wieder eine unabhängige Eisenbahngesellschaft. Um 1890 war das Streckennetz rund 178 km lang, wovon 14,7 km davon in Frankreich lagen.
1906 wurden die Konzessionen von den Belgischen Staatsbahnen (EB) übernommen. Es wurde die Vereinbarung getroffen, dass die FO den Betrieb der Strecken jedoch bis Ende 1907 weiter übernahm. Am 1. Januar 1908 wurden die Eisenbahninfrastruktur, das rollende Material und das Personal endgültig auf die EB übertragen.

## Fahrzeuge

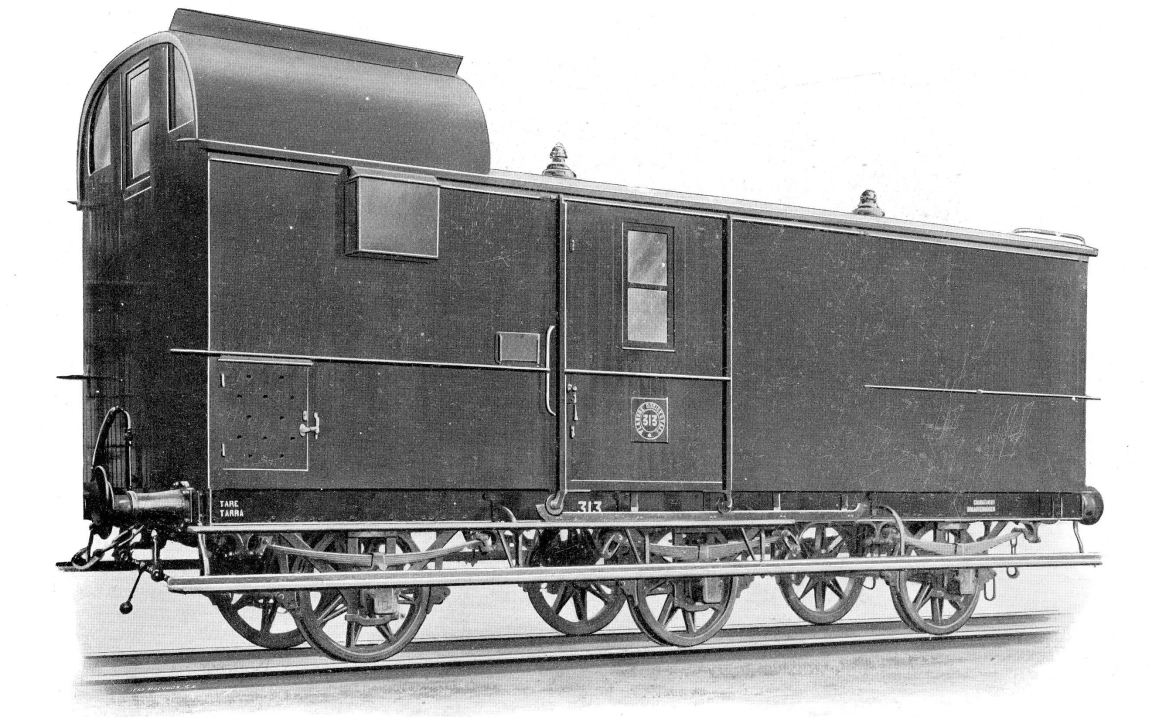
Gepäckwagen der FO vom Typ EB

1867 verfügte die Gesellschaft über 23 Dampflokomotiven, 51 Personenwagen, 18 Gepäckwagen und 282 Güterwagen. Bis zum 1. Januar 1882 erhöhte sich der Bestand auf 28 Dampflokomotiven, 93 Personenwagen, 40 Gepäckwagen und 499 Güterwagen.
Güterwagen waren grau oder braun gestrichen und trugen eine weiße Beschriftung mit rotem Schatten. Als Eigentumsmerkmal bekamen sie die Aufschrift „Flandre occidentale“ auf den Seitenwänden und „F.O.“ auf den Langträgern.
Mindestens zwei der von der EB 1908 übernommenen Lokomotiven wurden nach Überholung an die Chemin de fer de Gand à Terneuzen weiterverkauft.